# ریچارد آموری
ریچارد آموری (انگلیسی: Richard Amory) یک رمان‌نویس اهل ایالات متحده آمریکا است.